# 代芬特尔
代芬特尔（荷蘭語：Deventer）是荷兰上艾瑟尔省的一座城市和市镇。

## 轶事
荷兰代芬特尔的一家老年公寓为学生提供免费食, 代价是陪老人聊天。

## 画廊

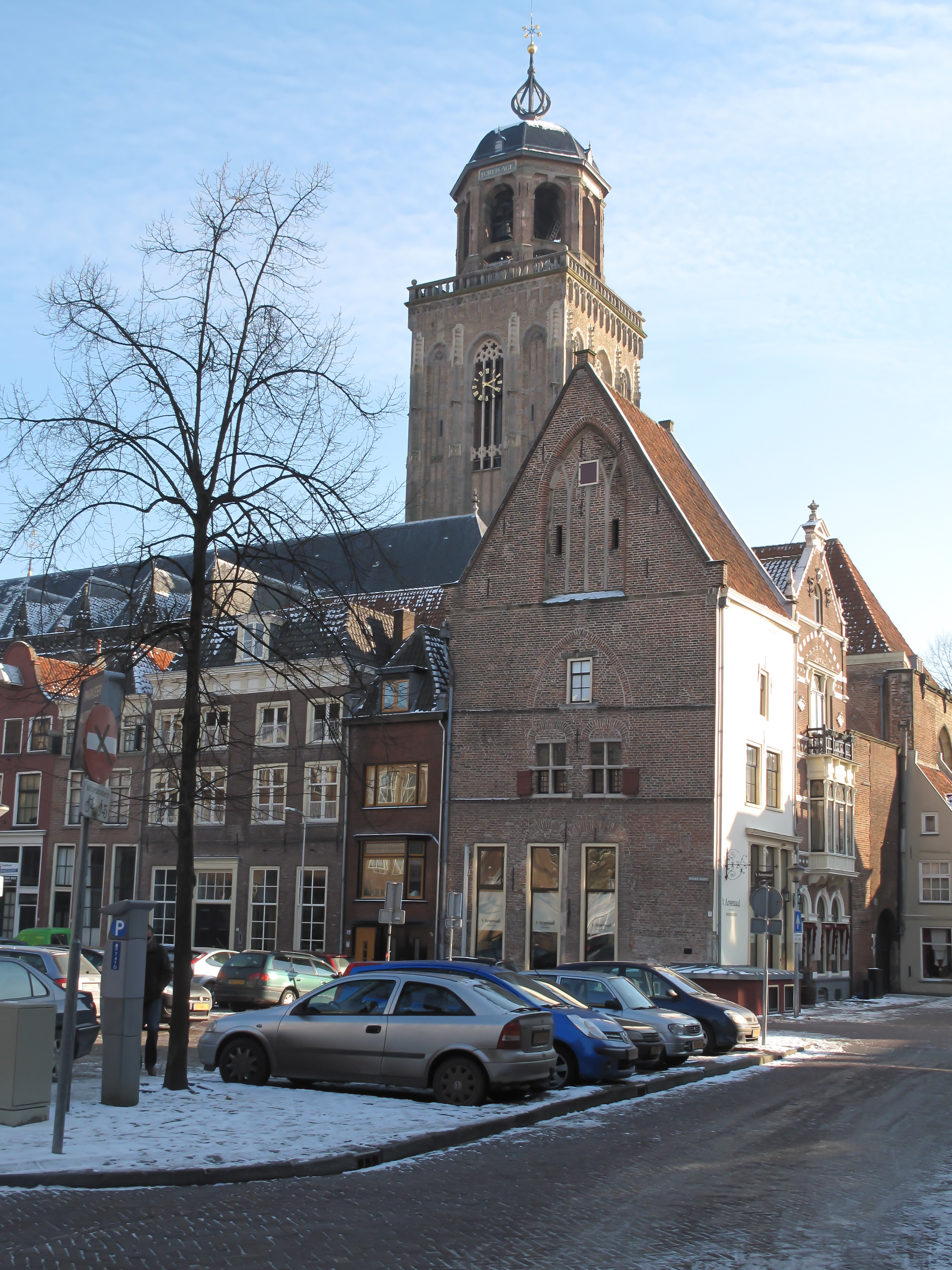
代芬特尔教堂
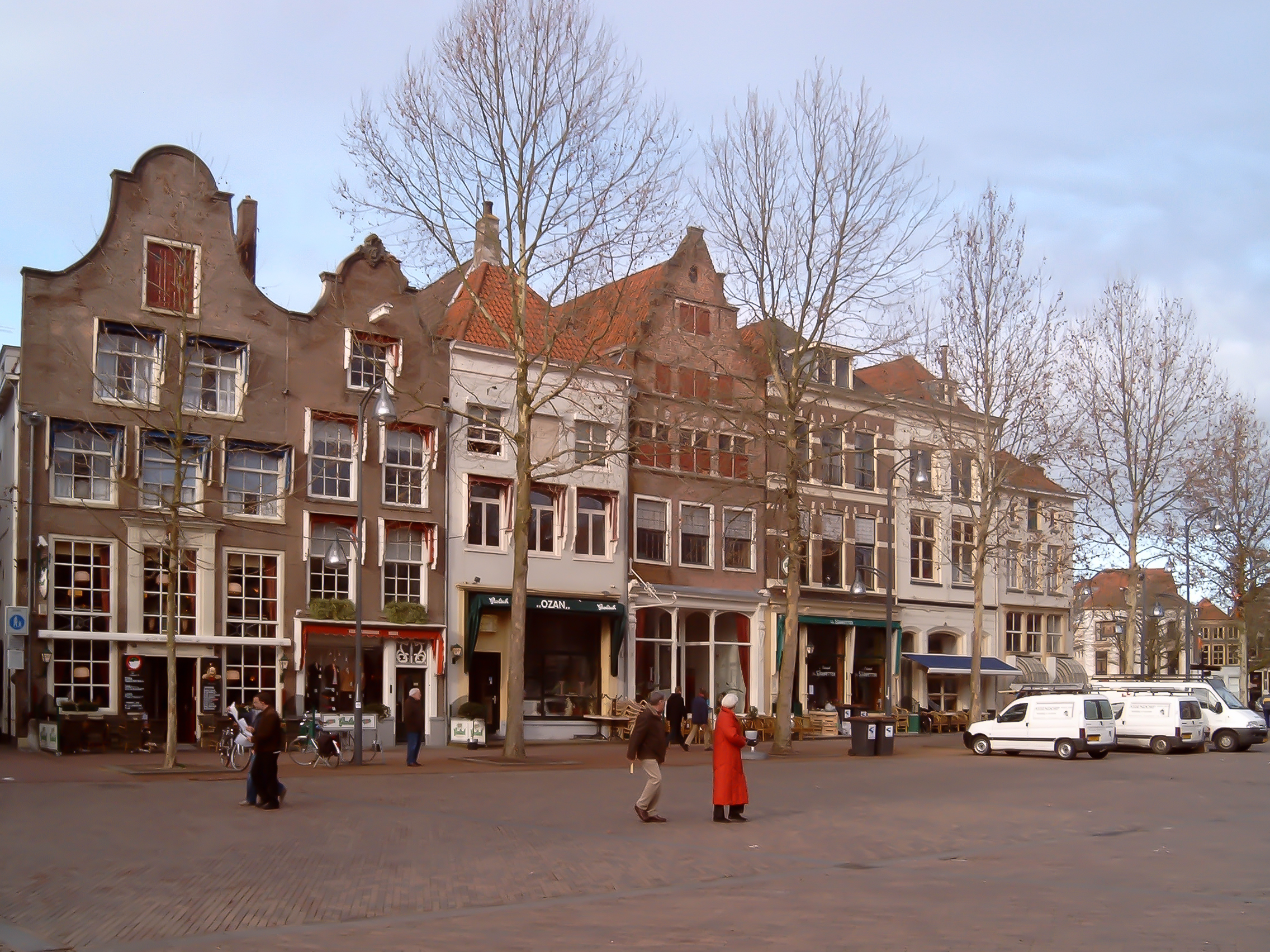
代芬特尔市中心
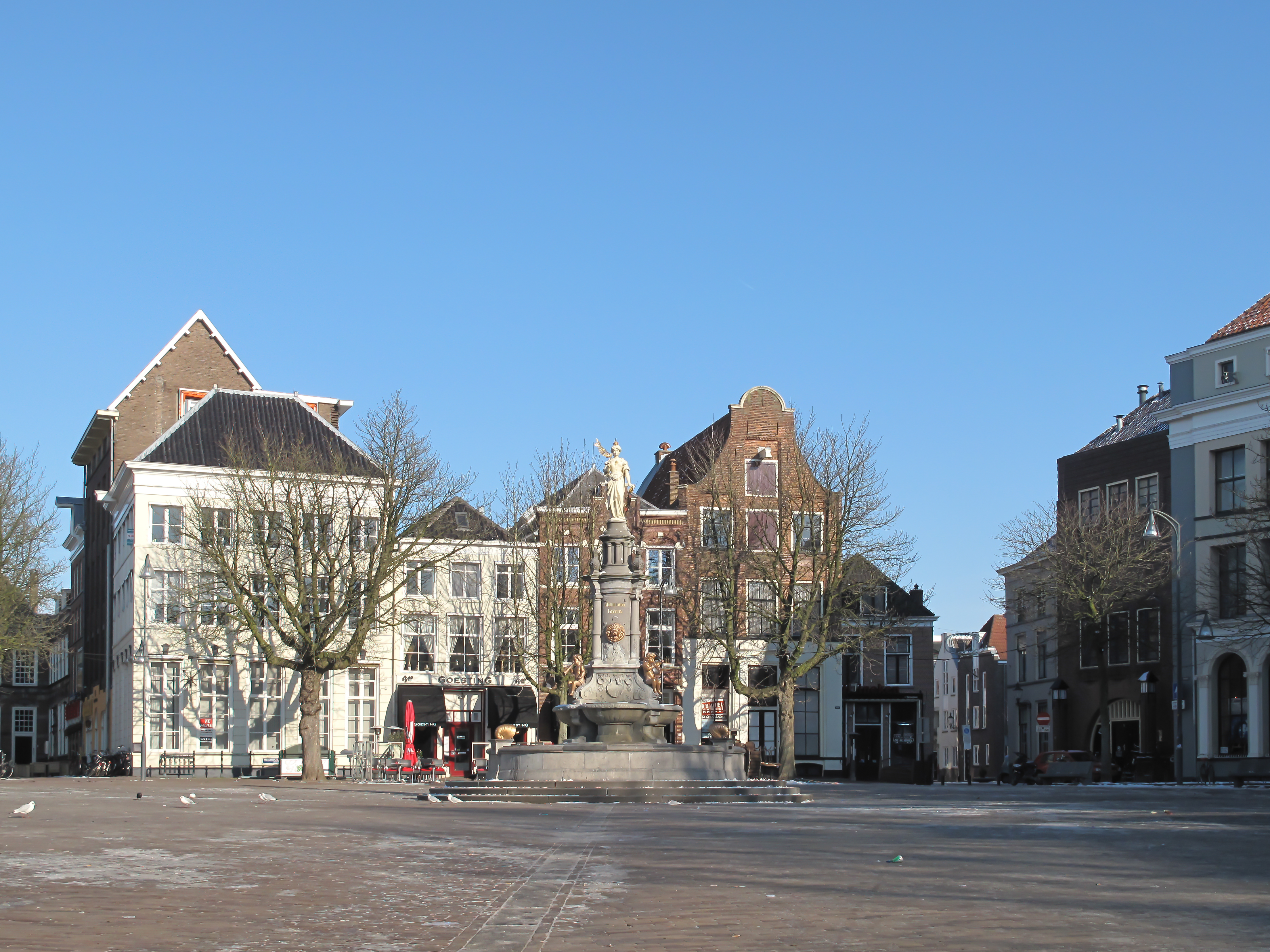
代芬特尔市中心
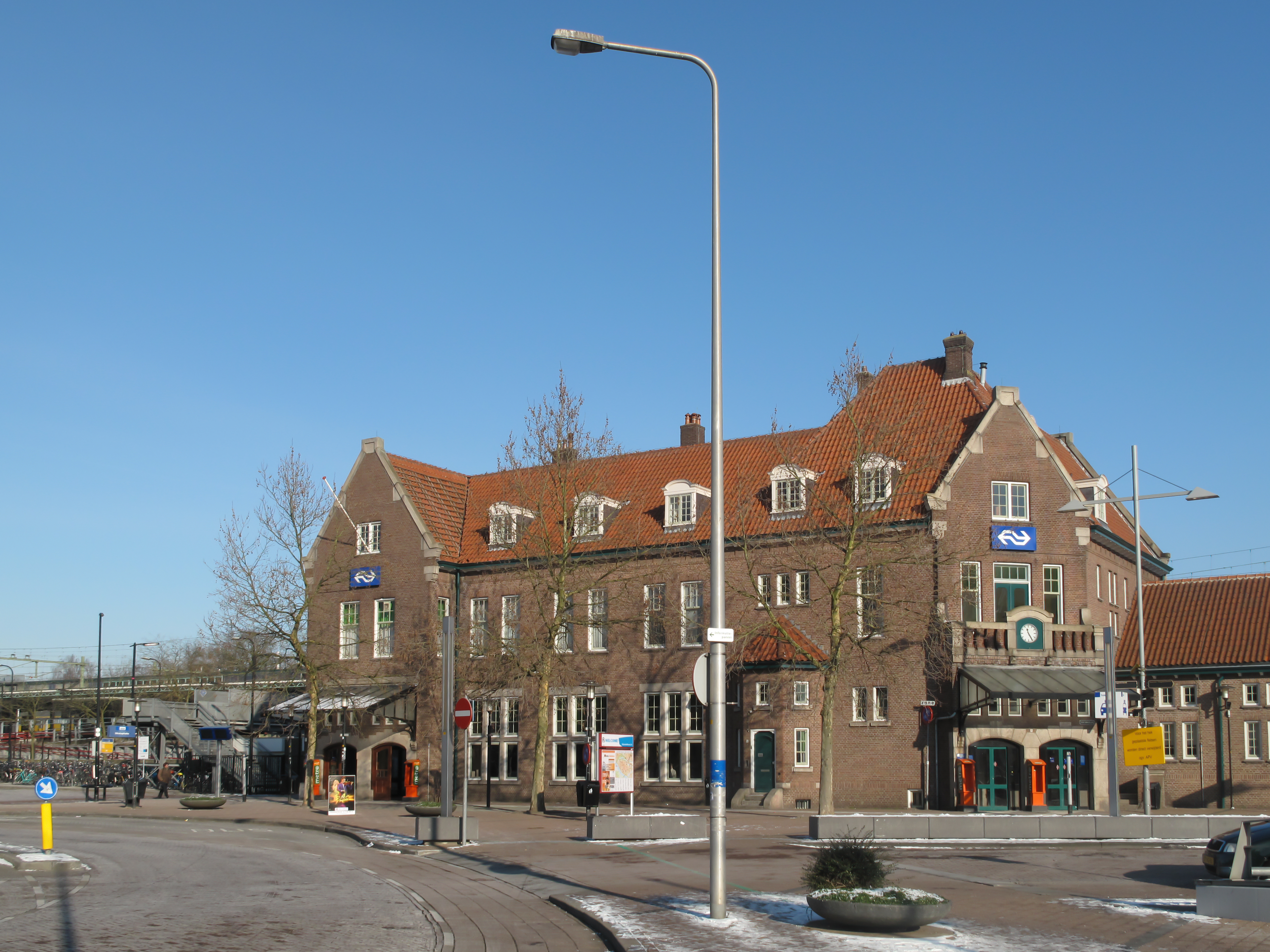
代芬特尔火车站
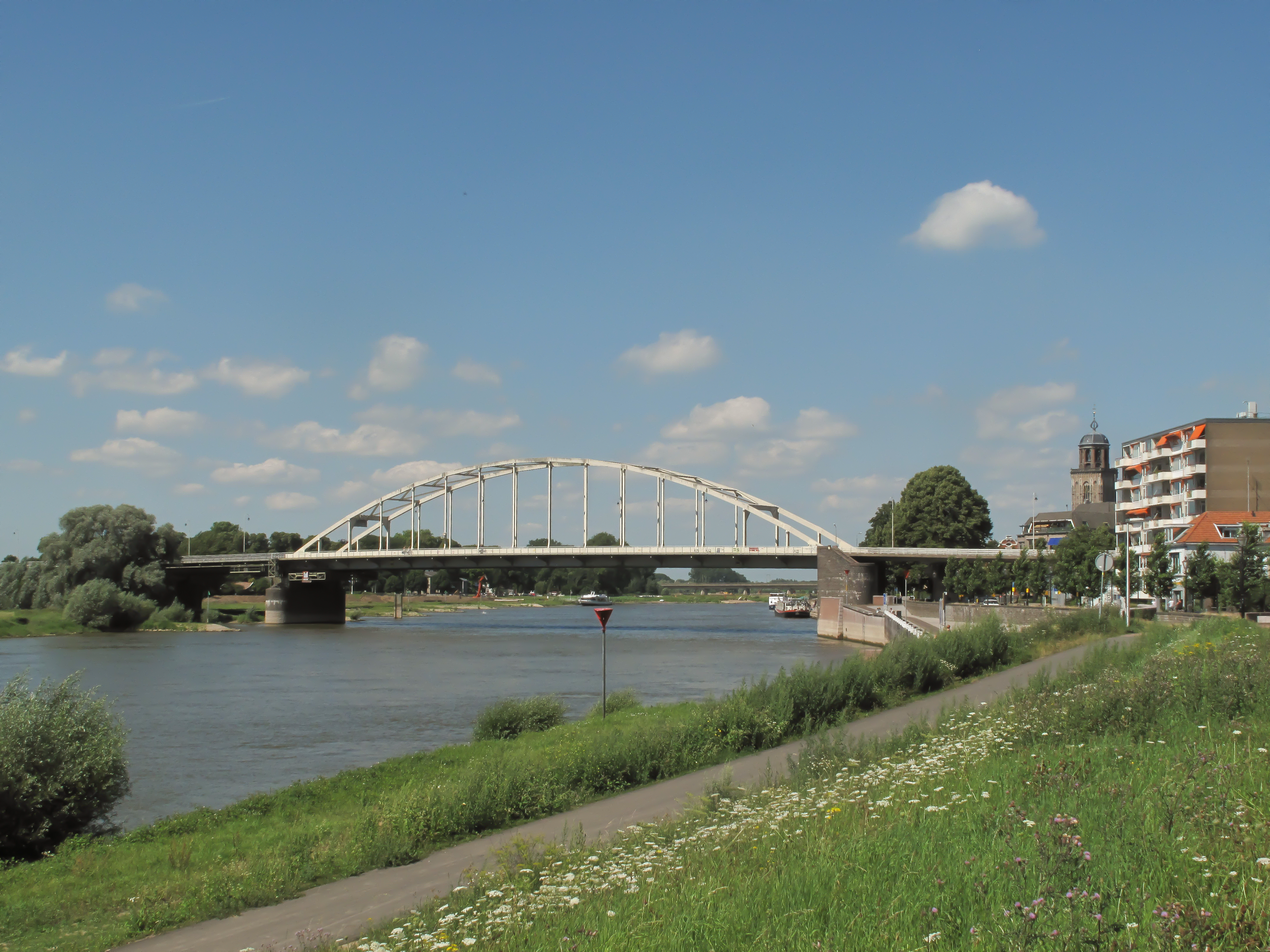
代芬特尔桥
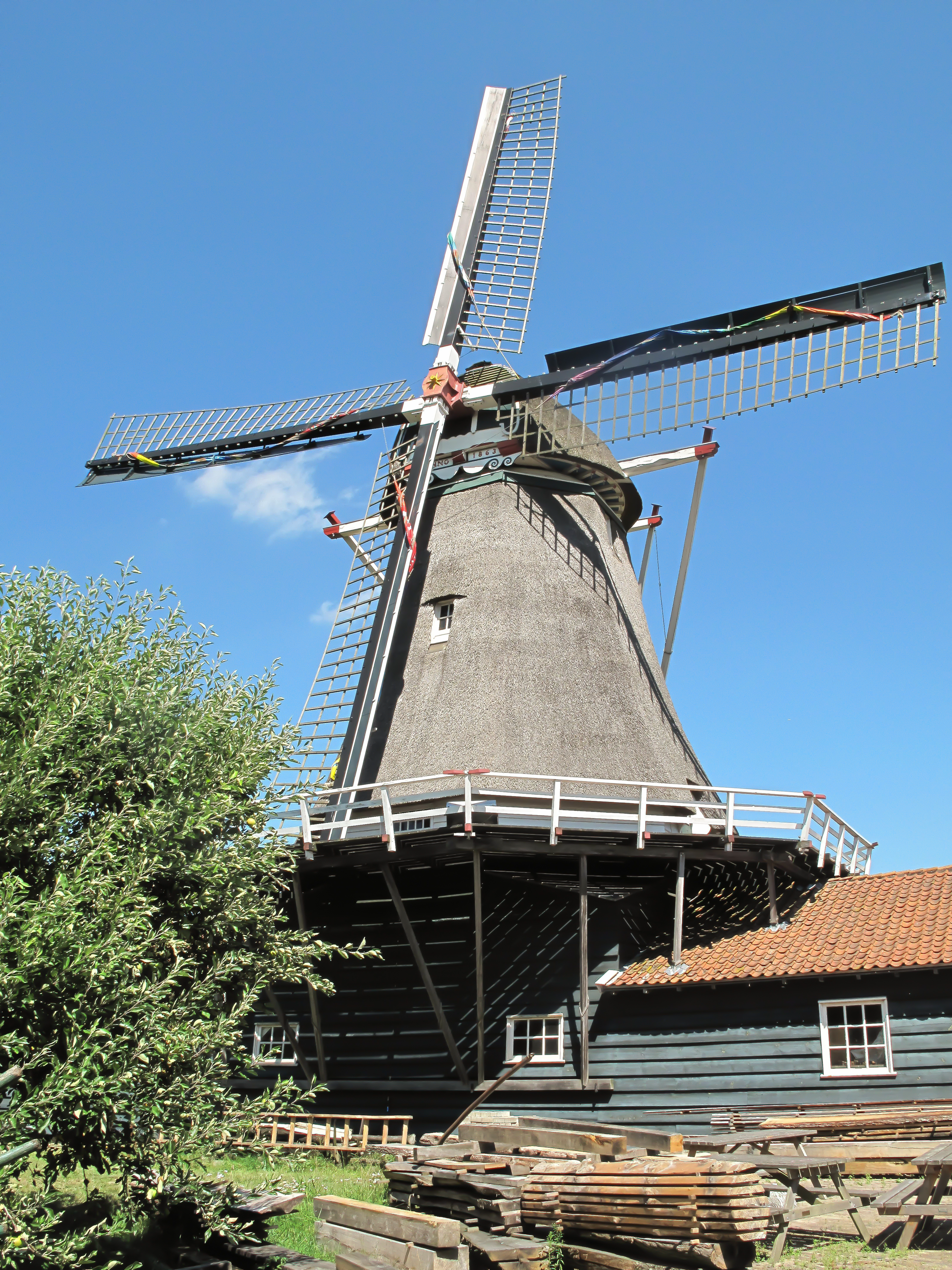
代芬特尔风车

## 友好城市
- 爱沙尼亚塔尔图